# William J. Maier
William J. Maier (* 13. September 1876 in Seneca Falls, New York; † Dezember 1941) war ein US-amerikanischer Jurist und Politiker (Republikanische Partei).

## Werdegang
Über die Jugendjahre von William J. Maier ist nicht viel bekannt. Er besuchte die Mynderse Academy, bevor er auf die Albany Law School ging, wo er 1900 mit einem Bachelor of Laws graduierte. Danach verbrachte er die folgenden zwei Jahre in Europa. Dann praktizierte er als Anwalt in der Kanzlei der McDonald Brothers.
Maier saß 1905, 1906, 1914, 1915 und 1916 für das Seneca County in der New York State Assembly. Während seiner Amtszeit hatte er dort 1915 den Vorsitz im Committee on Electricity, Gas and Water Supply und 1916 den Vorsitz im Committee on Ways and Means. Nach dem Ende seiner Amtszeit wurde Maier zum Deputy Fiscal Supervisor für den State of New York ernannt. Im Februar 1917 wurde er zum Deputy Comptroller unter New York State Comptroller Eugene M. Travis ernannt mit Wirkung vom 1. März 1917. Der Gouverneur von New York, Nathan L. Miller, ernannte ihn am 31. Dezember 1920 zum Chief Deputy Comptroller. Im Mai 1922 ernannte ihn Gouverneur Miller dann zum New York State Comptroller, um die Vakanz zu füllen, die durch den plötzlichen Tod von James A. Wendell entstand. Bei seiner Wiederwahlkandidatur im Jahr 1922 erlitt er eine Niederlage gegenüber dem Demokraten James W. Fleming.
Nach dem Ende seiner Amtszeit wurde er zum Vorsitzenden im New York State Republican Committee gewählt – ein Posten, den er von 1929 bis 1930 innehatte. Er nahm 1936 als Delegierter an der Republican National Convention in Cleveland (Ohio) teil.